# Berlingerode
Berlingerode is een gemeente in de Duitse deelstaat Thüringen, en maakt deel uit van de Landkreis Eichsfeld.
Berlingerode telt 1.225 inwoners.